# Guillaume Dubois
Guillaume Dubois, född 6 september 1656, död 10 augusti 1723, var en fransk statsman.
Dubois var av enkel härkomst, uppmärksammades genom sin begåvning och blev 1687 lärare för hertig Filip. Beskyllningen att Dubios skulle ha underblåst Filips dåliga böjelser är ogrundad. Under ett uppehåll i England 1698 knöt Dubois förbindelser, framför allt med Stanhope, som senare blev av stor betydelse. Först sedan hans lärjunge 1715 blivit Frankrikes regent, kom Dubois tid. 
På sommaren 1716 inledde han i största hemlighet förhandlingar med Stanhope, då en av Georg I:s främsta ministrar. Efter en långvarig kamp med den officiella spanskvänliga franska diplomatin genomdrev Dubois först en hemlig överenskommelse mellan regenten och Georg I, därpå en trippelallians mellan Frankrike, England och Nederländerna och slutligen dennas utvidgande till en kvadruppelallians genom kejsarens upptagande i förbundet. 
Dubois ledande tanke var att trygga regentens arvsrätt till Frankrikes tron mot Filip V av Spaniens anspråk. Delvis offrade han därigenom Frankrikes intressen, och bröt den gamla, Stuartvänliga politiken och garanterade Englands tron åt den hannoveranska ätten och samtyckte till att öka kejsarens övermakt i Italien genom att skaffa honom det viktiga Sicilien. Därigenom korsades Giulio Alberonis planer, och även för den av Görtz ledda svenska politiken var kvadruppelalliansen ett hårt slag. 
Dubois blev nu, 25 september 1718, fransk utrikesminister och lyckades genom ett krig med Spanien störta Alberoni och trygga regentens arvsrätt 1720, samtidigt som han understödde Englands svenska politik. Dubois ville nu förvärva kardinalshatten och därmed bana väg till premiärministerposten men blev tills vidare enbart ärkebiskop av Cambrai 1720. För att behaga engelsmännen, som kände sig hotade av John Laws kolonialplaner, bidrog Dubois till dennes störtande. 
Bland annat mot betydande eftergifter till ultramontanisterna på bekostnad av jansenisterna blev Dubois 1721 äntligen kardinal och lyckades även åvägabringa ett mot kejsaren riktat närmande mellan England, Frankrike och Spanien och förbereda för huset Orléans förmånliga giftermålsförbindelser mellan de spanska och de franska bourbonerna. 1722 erhöll Dubois äntligen den åtrådda premiärministerposten men dog redan i augusti 1723, utarbetad och uppriven.